# Mud Client Compression Protocol
En informatique, MCCP (Mud Client Compression Protocol) est un protocole réseau utilisé par les multi-user dungeon (MUD) textuels pour la compression de données.
Plus spécifiquement, le flux de texte envoyé par le serveur MUD à son client est compacté en utilisant la bibliothèque zlib. La bande passante moins sollicitée, l'information transite plus rapidement. Pour ce faire, MCCP doit être implémenté côté serveur aussi bien que côté client et négocié durant l'établissement de la connexion en utilisant le protocole Telnet.